# Friedrich Eisenlohr (architekt)

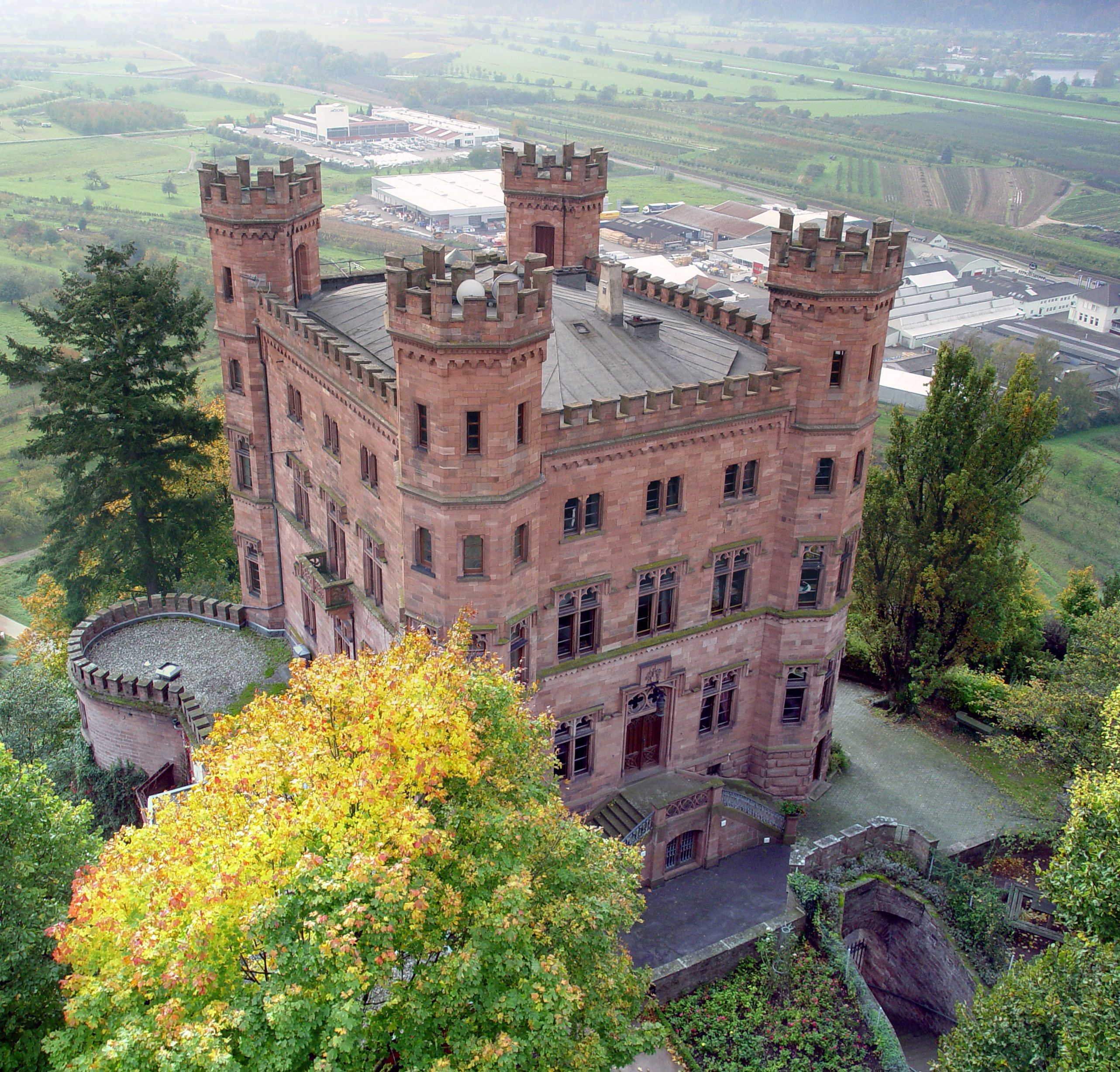
Zamek Ortenberg

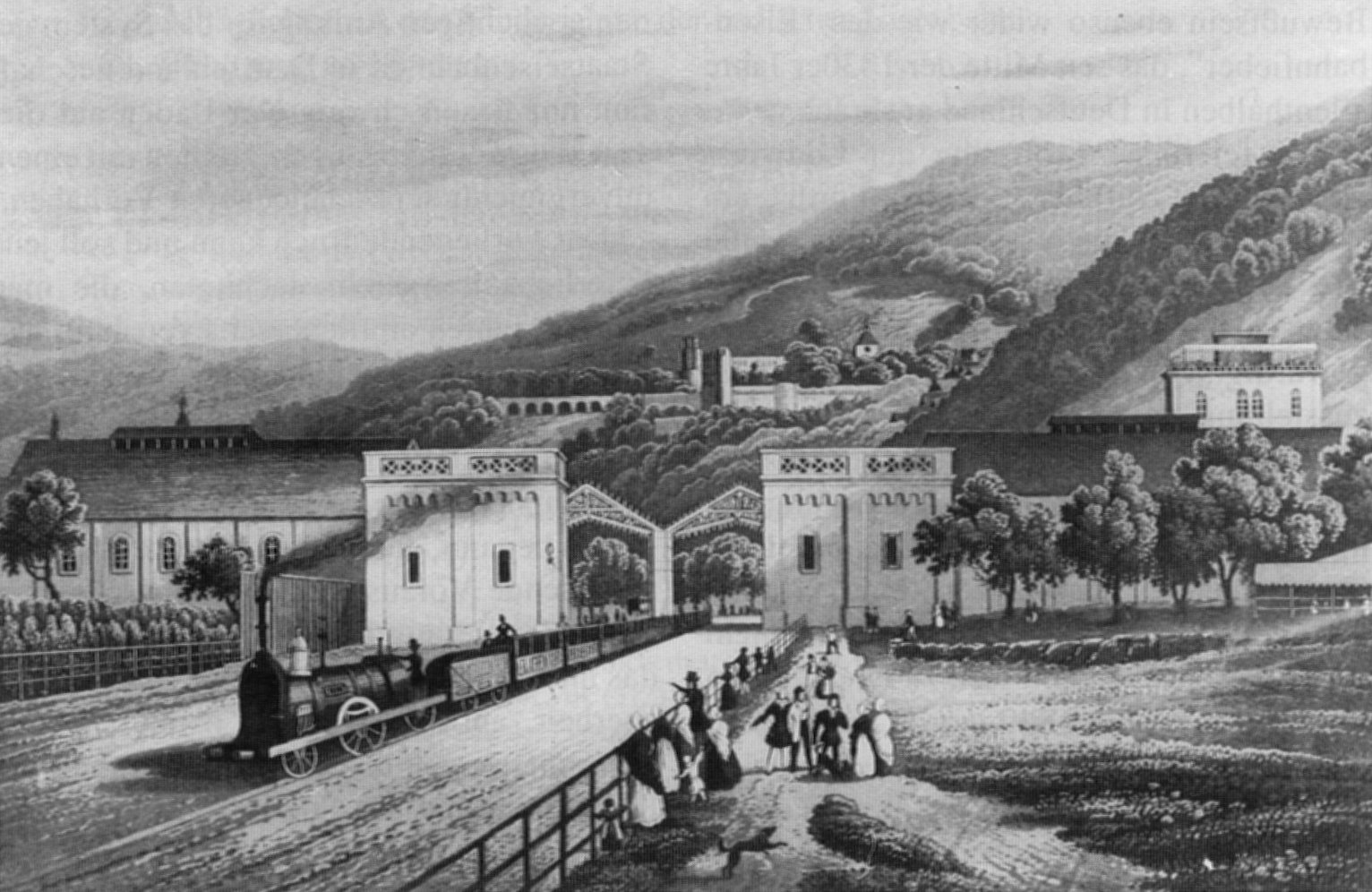
Pociąg opuszczający dworzec w Heidelbergu, litografia J. Schütza z 1840

Jakub Fryderyk Eisenlohr (ur. 23 listopada 1805 w Lörrach, zm. 27 lutego 1854 w Karlsruhe) – niemiecki architekt, pionier architektury dworców kolejowych.

## Życiorys
W latach 1821–1824 odbył studia architektoniczne u Christopha Arnolda we Fryburgu Bryzgowijskim. Od 1824 do 1826 kształcił się u Friedricha Weinbrennera w Karlsruhe. W 1826–1828 pojechał w podróż studyjna do Włoch. Po powrocie złożył państwowy egzamin na architekta w 1830, od 1832 pracował jako nauczyciel a od 1839 jako profesor na politechnice w Karlsruhe. W 1853 został dyrektorem szkoły budowlanej przy politechnice w Karlsruhe. Uznanie zdobył jako pionier architektury dworców kolejowych.

## Działalność
Założyciel razem z Heinrichem Hübschem szkoły romantycznej w architekturze badeńskiej. Jego zainteresowania skupiały się na architekturze sakralnej. Zwolennik architektury gotyckiej, która jego zdaniem wyrażała niemieckiego ducha narodowego (niem. Volksgeist). Z początku jednak preferował styl romański w którym wzniósł dworce kolejowe w Karlsruhe, Fryburgu Bryzgowijskim i Heidelbergu. W stylu gotyckim zbudował kościoły ewangelickie w Baden-Baden i Offenburgu. W latach 1838–1843 odbudował w stylu neogotyku angielskiego zamek Ortenberg w badeńskim Ortenbergu.

### Prace
- 1846–1854 – Kunst- und Festhalle we Fryburgu Bryzgowijskim[2]
- 1851–1852 – pijalnia wód i dom zdrojowy w Badenweiler[2]
- Dworce główne[2]:

1850 – w Bruchsal (nieistniejący)
1846 – w Heidelbergu (nieistniejący)
1846 – we Fryburgu Bryzgowijskim (nieistniejący)
1840 – w Mannheim (nieistniejący)
- Stacje kolejowe w Lahr, Kenzingen, Emmendingen, Orschweier – obecnej dzielnicy Mahlberga, Friesenheim i Denzlingen – zachowane[4]

### Publikacje
- Ornamentik in ihrer Anwendung aufs Baugewerbe, 1849
- Mittelalterliche Bauwerke im südwestlichen Deutschland und am Rhein, Karlsruhe, 1853–1857
- Holzbauten des Schwarzwaldes, Karlsruhe, 1853
- Entwürfe zu Gebäuden verschiedener Gattung, Karlsruhe, 1852–1859
- Sammlung von Hochbauten der Großherzoglich Badischen Eisenbahn, enthaltend Bahnhöfe, Stationen und Bahnwartshäuser, Ansichten, Schnitte und Grundrisse. Bd. 1–3, Karlsruhe, 1865–1873
- Bauverzierungen in Holz, Karlsruhe, 1868–1870